# صندوق بازنشستگی فدراسیون روسیه
صندوق بازنشستگی فدراسیون روسیه (PFR) (روسی: Пенсионный фонд Российской Федерации (ПФР)) صندوق بازنشستگی ملی اصلی در روسیه است. این بزرگ‌ترین سازمان روسیه است که خدمات عمومی مهم اجتماعی را به شهروندان روسی ارائه می‌دهد. این صندوق در تاریخ ۲۲ دسامبر ۱۹۹۰ بر اساس مصوبه شورای عالی RSFSR شماره ۴۴۲–۱ «دربارهٔ سازماندهی صندوق بازنشستگی فدراسیون روسیه» تأسیس شد. این صندوق در تمام واحدهای فدرال روسیه شعبه دارد.
دومای دولتی (۵ ژوئیه ۲۰۲۲) تصمیم گرفت که این صندوق را با صندوق بیمه اجتماعی فدراسیون روسیه ادغام کند و از اول ژانویه ۲۰۲۳ یک صندوق اجتماعی واحد تحت عنوان صندوق بازنشستگی و بیمه اجتماعی فدراسیون روسیه ایجاد کند.

## تاریخچه
صندوق بازنشستگی روسیه در طول دهه ۱۹۹۰ و اوایل دهه ۲۰۰۰ سه تغییر عمده از سیستم شوروی به سیستم مدرن را تجربه کرد. اولین تغییر، تغییر از سیستم بازنشستگی کاملاً تحت کنترل بودجه شوروی بود. این تغییر اولیه، صندوق بازنشستگی را در سال ۱۹۹۰ جدا از بودجه دولت ایجاد کرد در حالی که این سیستم به عنوان یک تغییر از اتحاد جماهیر شوروی تقریباً فروپاشیده توسط دولت روسیه پشتیبانی می‌شد، اما ایرادات بسیار کمی به آن وارد بود. در طول دهه ۱۹۹۰، ادعاهایی مبنی بر سوءاستفاده از قدرت و اخاذی علیه این صندوق مطرح شد و دومای دولتی اغلب از رسیدگی به مسائل گسترده نهادی این صندوق خودداری می‌کرد. مسائل اصلی به عنوان عدم تمرکز و فقدان دستورالعمل‌های ساختاریافته برای نحوه پرداخت حقوق بازنشستگی تلقی می‌شد. با شروع بحران مالی روسیه در سال ۱۹۹۸، این صندوق با کمبود بودجه مواجه شد. پس از استعفای رئیس‌جمهور بوریس یلتسین، تغییرات ضروری تلقی شدند و در سال ۲۰۰۱ یک سیستم جدید به‌طور کامل تصویب شد. این سیستم شامل یک مستمری ثابت برای سالمندان و معلولین، یک حساب پس‌انداز ثابت بر اساس آنچه که واقعاً به سیستم پرداخت می‌شود و یک صندوق مشارکت در پرداخت حقوق و دستمزد بود. به دلیل پایین بودن سن بازنشستگی در روسیه، بازنشستگی رسمی که برای زنان ۵۵ و برای مردان ۶۰ تعیین شده بود، چندین سازمان خواستار اصلاح مجدد سیستم بازنشستگی شدند که نادرست تلقی می‌شد. این درخواست‌ها با رکود بزرگ در روسیه همراه شد و منجر به دور دیگری از اصلاحات در سال ۲۰۱۰ شد. این اصلاحات، مستمری ثابت برای سالمندان و معلولین را با سیستم پرداخت حقوق و دستمزد ترکیب می‌کرد و کل صندوق را ساده‌تر می‌کرد. با تثبیت جمعیت شاغل روسیه پس از سال‌ها کاهش، این صندوق نیز می‌تواند شروع به تثبیت کند. از سال ۲۰۱۹، افزایش تدریجی سن بازنشستگی آغاز شد (سطح جدید ۶۰/۶۵ برای زنان/مردان باید در سال ۲۰۲۸ محقق شود).

## توابع
از جمله کارکردهای مهم اجتماعی صندوق بازنشستگی روسیه:
- تعیین و پرداخت حقوق بازنشستگی (برای ۴۰ میلیون مستمری‌بگیر)؛
- حسابداری وجوه بیمه دریافتی برای بیمه بازنشستگی اجباری؛
- هدف و اجرای پرداخت‌های اجتماعی به دسته‌های خاصی از شهروندان: جانبازان، معلولین، افراد دارای معلولیت ناشی از جراحات جنگی، قهرمانان اتحاد جماهیر شوروی، قهرمانان فدراسیون روسیه و غیره؛
- حسابداری شخصی‌سازی‌شدهٔ شرکت‌کنندگان در سیستم بیمه بازنشستگی اجباری؛
- تعامل با بیمه‌گذاران (توسط کارفرمایان - پرداخت‌کنندگان بیمه یا حق بیمه بازنشستگی)، جریمه مالیات‌های معوقه؛
- صدور گواهی برای سرمایه مادر؛
- پرداخت سرمایه زایمان؛
- مدیریت وجوه سیستم بازنشستگی؛
- اجرای برنامه تأمین مالی مشترک دولتی پس‌اندازهای بازنشستگی داوطلبانه (اف ز-۵۶ مورخ ۳۰٫۰۴٫۲۰۰۸، همچنین برنامه "هزاران هزار")؛
- از سال ۲۰۱۰ - مدیریت وجوه بیمه دریافتی برای بیمه بازنشستگی اجباری و بیمه سلامت اجباری فدرال؛
- از سال ۲۰۱۰ - ایجاد پرداخت‌های اجتماعی فدرال به مستمری‌های اجتماعی، به منظور رساندن کل درآمد مستمری‌بگیران به حداقل معیشت برای مستمری‌بگیران

## سیستم پرداخت و تأمین مالی
صندوق بازنشستگی فدراسیون روسیه توسط ترکیبی از کارفرمایان دولتی و خصوصی، از طریق انتقال وجه نقد به صندوق کل از بانک مرکزی روسیه و پرداخت‌های شهروندان، تأمین مالی می‌شود. پرداخت‌های فردی در حساب‌های فردی قرار می‌گیرند که سپس یا با انتخاب شهروند یا در صورت عدم انتخاب، توسط خود دولت، دوباره در بازار سرمایه‌گذاری می‌شوند. این سیستم در طول دهه ۲۰۰۰ مشکلات متعددی داشت، زیرا سن پایین بازنشستگی به همراه ناتوانی در سرمایه‌گذاری صحیح وجوه، منجر به کسری بودجه بازنشستگی شد. در دوره اول و دوم ریاست جمهوری ولادیمیر پوتین، حفظ حقوق بازنشستگی و پرداخت‌های منظم در اولویت قرار گرفت. این تلاش منجر به برنامه‌های متعددی شد که برای تشویق پس‌انداز خصوصی برای شهروندان و برای بازنشستگی‌های مبتنی بر کارفرما جدا از بودجه دولت طراحی شده بودند. با تلاش‌های دولت روسیه، حقوق بازنشستگی پایه برای شهروندان روسیه تقریباً همگانی شد. انتقال‌های سنگین از بودجه روسیه به صندوق بازنشستگی روسیه، همراه با کمک‌های ثابت حقوق و دستمزد از طبقه کارگر جدیدتر، بخش زیادی از حقوق بازنشستگی را در طول دهه ۲۰۰۰ تثبیت کرد، تا زمانی که اصلاحات بیشتری برای رسیدگی به مسائل جمعیتی مورد نیاز بود. با این حال، سیستم پرداخت صندوق بازنشستگی روسیه در بلندمدت با استاندارد مشخص، ناپایدار تلقی می‌شود و افزایش سن بازنشستگی به عنوان ساده‌ترین و رایج‌ترین مسئله برای حل ذکر شده است. تلاش برای خصوصی‌سازی در دهه ۱۹۹۰، همراه با تشویق حساب‌های خصوصی، به استراتژی دولت در مدیریت سیستم بازنشستگی تبدیل شد. با این حال، اقتصاد جدیدتر روسیه هنوز به شدت به دخالت دولت وابسته بود و دخالت خصوصی در کاهش بحران‌های بودجه‌ای همچنان ناکارآمد است. علیرغم بار سنگینی که سن پایین بازنشستگی ایجاد می‌کند، اصلاح سیستم بازنشستگی و افزایش سن همچنان در روسیه ذاتاً بحث‌برانگیز است. ترس از دست دادن حقوق بازنشستگی یا طولانی‌تر شدن دوران حرفه‌ای نسبت به آنچه در نظر گرفته شده است، خشم عمومی را نسبت به سیاستمدارانی که قصد تغییر سیستم را دارند، برمی‌انگیزد. از آنجایی که اصلاح حقوق بازنشستگی و حفظ حقوق بازنشستگی همچنان بحث‌برانگیز است، بعید است که تغییر چشمگیری از ترس ناراحتی پایگاه رأی رخ دهد.
سیستم بازنشستگی روسیه یا از طریق کارفرمایان، که ۲۲٪ از حقوق و دستمزد را برای هزینه‌های بازنشستگی دریافت می‌کنند، یا توسط خود افراد، که حدود ۱۴۰۰۰ روبل (۲۱۸ دلار آمریکا) در ماه برای بازنشستگی با حداکثر ۵۱۲۰۰۰ روبل (۷۹۷۴ دلار آمریکا) در سال پرداخت می‌کنند، یا توسط دولت‌های منطقه‌ای که مستقیماً به صندوق‌های بازنشستگی مناطق خود واریز می‌کنند، پرداخت می‌شود. مزایا و نرخ بازنشستگی با توجه به تورم و میانگین دستمزد، اضافه کاری را تنظیم می‌کند. با توجه به کاهش جمعیت در چندین سال گذشته و تخمین رشد آهسته جمعیت، نگرانی‌ها در مورد توانایی صندوق بازنشستگی برای تأمین مالی بازنشستگی همچنان در بحث‌های سیاسی برجسته است. حقوق بازنشستگی همچنان بزرگ‌ترین تعهد بودجه‌ای فدراسیون روسیه است که به احتمال زیاد به دلیل مشکلات جمعیتی، فشارهای فزاینده‌ای را بر توسعه آینده روسیه وارد خواهد کرد.